# Алексеевка (Любинский район)
Алексе́евка — село в Любинском районе Омской области. Административный центр Алексеевского сельского поселения.

## История
Основано в 1914 году. В 1928 году посёлок Алексеевский состоял из 149 хозяйств, основное население — русские. В административном отношении находился в составе Алексеевского сельсовета Любинского района Омского округа Сибирского края.
В 1950 году Алексеевское сельское поселение было самым большим в районе, насчитывало 19 больших и малых населенных пунктов. Население составляло 5058 человек.
Село Алексеевка было основано вблизи железнодорожной станции Драгунской, построенной во время прокладки магистрали Тюмень-Омск.

## Население
| 2010 |
| ---- |
| 1314 |

## Улицы
| - ул. Зелёная, - ул. Кирова, - ул. Колхозная, - ул. Комсомольская, | - ул. Ленина, - ул. Лермонтова, - ул. Молодёжная, - ул. Новая, | - ул. Октябрьская, - ул. Островского, - ул. Пушкина, - ул. Рабочая, | - ул. Северная, - ул. Совхозная, - ул. Степная, - ул. Чапаева. |